# Eckernförder Kreisbahnen
|                                                           | 0,0  | Eckernförde Staatsbahnhof                   | 7,5 m                                       |
| Strecke (außer Betrieb)                                   |      | Übergang zur Strecke Kiel–Flensburg         | Übergang zur Strecke Kiel–Flensburg         |
| Abzweig geradeaus und nach rechts (Strecke außer Betrieb) |      | zum Hafen, dreischienig                     | zum Hafen, dreischienig                     |
| Bahnhof (Strecke außer Betrieb)                           | 0,5  | Eckernförde Kreisbahnhof                    | 7,5 m                                       |
| Abzweig geradeaus und nach links (Strecke außer Betrieb)  |      | nach Owschlag                               | nach Owschlag                               |
| Haltepunkt / Haltestelle (Strecke außer Betrieb)          | 1,5  | Hasenheide (ab 1947)                        | 24,5 m                                      |
| Bahnhof (Strecke außer Betrieb)                           | 4,0  | Barkelsby                                   | 31,5 m                                      |
| Bahnhof (Strecke außer Betrieb)                           | 8,5  | Loose                                       | 24,0 m                                      |
| Bahnhof (Strecke außer Betrieb)                           | 10,7 | Moorbrücke                                  | 24,0 m                                      |
| Bahnhof (Strecke außer Betrieb)                           | 12,2 | Holzdorf                                    | 27,5 m                                      |
| Bahnhof (Strecke außer Betrieb)                           | 13,7 | Söby                                        | 38,0 m                                      |
| Abzweig geradeaus und von rechts (Strecke außer Betrieb)  |      | Anschluss Gut Grünholz                      | Anschluss Gut Grünholz                      |
| Bahnhof (Strecke außer Betrieb)                           | 16,6 | Vogelsang-Grünholz                          | 25,0 m                                      |
| Haltepunkt / Haltestelle (Strecke außer Betrieb)          | 20,8 | Schuby                                      | 11,5 m                                      |
| Bahnhof (Strecke außer Betrieb)                           | 22,2 | Dörphof                                     | 7,5 m                                       |
| Bahnhof (Strecke außer Betrieb)                           | 23,0 | Karby                                       | 11,0 m                                      |
| Bahnhof (Strecke außer Betrieb)                           | 24,4 | Brodersby                                   | 25,5 m                                      |
| Bahnhof (Strecke außer Betrieb)                           | 28,3 | Ellenberg                                   | 2,0 m                                       |
| Brücke über Wasserlauf (Strecke außer Betrieb)            |      | Schlei                                      | Schlei                                      |
| Abzweig geradeaus und von links (Strecke außer Betrieb)   |      | Dreischienengleis zur Schleswiger Kreisbahn | Dreischienengleis zur Schleswiger Kreisbahn |
| Bahnhof (Strecke außer Betrieb)                           | 28,7 | Kappeln                                     | 3,0 m                                       |
| Strecke (außer Betrieb)                                   |      | Flensburger Kreisbahn                       | Flensburger Kreisbahn                       |

|                                                            | 0,0  | Eckernförde Staatsbahnhof                | 7,5 m                               |
| Strecke (außer Betrieb)                                    |      | Übergang zur Strecke Kiel–Flensburg      | Übergang zur Strecke Kiel–Flensburg |
| Abzweig geradeaus und nach rechts (Strecke außer Betrieb)  |      | zum Hafen, dreischienig                  | zum Hafen, dreischienig             |
| Bahnhof (Strecke außer Betrieb)                            | 0,5  | Eckernförde Kreisbahnhof                 | 7,5 m                               |
| Abzweig geradeaus und nach rechts (Strecke außer Betrieb)  |      | nach Kappeln                             | nach Kappeln                        |
| Kreuzung geradeaus unten (Strecke geradeaus außer Betrieb) |      | Flensburg–Kiel                           | Flensburg–Kiel                      |
| Haltepunkt / Haltestelle (Strecke außer Betrieb)           | 2,9  | Carlshöhe                                | 2,0 m                               |
| Haltepunkt / Haltestelle (Strecke außer Betrieb)           | 4,1  | Schnaap                                  | 7,0 m                               |
| Bahnhof (Strecke außer Betrieb)                            | 5,6  | Kochendorf                               | 17,0 m                              |
| Bahnhof (Strecke außer Betrieb)                            | 9,0  | Osterby                                  | 15,0 m                              |
| Bahnhof (Strecke außer Betrieb)                            | 11,4 | Hütten-Damendorf                         | 16,0 m                              |
| Bahnhof (Strecke außer Betrieb)                            | 13,1 | Ascheffel                                | 13,0 m                              |
| Bahnhof (Strecke außer Betrieb)                            | 16,0 | Silberbergen (Baumgarten)                | 27,0 m                              |
| Bahnhof (Strecke außer Betrieb)                            | 16,8 | Ahlefeld                                 | 28,0 m                              |
| Bahnhof (Strecke außer Betrieb)                            | 20,7 | Brekendorf                               | 20,0 m                              |
| Bahnhof (Strecke außer Betrieb)                            | 22,7 | Westermoor                               | 13,5 m                              |
| Haltepunkt / Haltestelle (Strecke außer Betrieb)           | 24,3 | Norby-Ramsdorf                           | 9,0 m                               |
| Kopfbahnhof Streckenende (Strecke außer Betrieb)           | 25,0 | Owschlag                                 | 8,0 m                               |
|                                                            |      | Übergang zur Strecke Schleswig–Rendsburg |                                     |

Unter der Bezeichnung Eckernförder Kreisbahnen wurden zwei (einschließlich der Eckernförder Hafenbahn drei) Schmalspurbahnen zusammengefasst, die dem ehemaligen Kreis Eckernförde gehörten.

## Geschichte

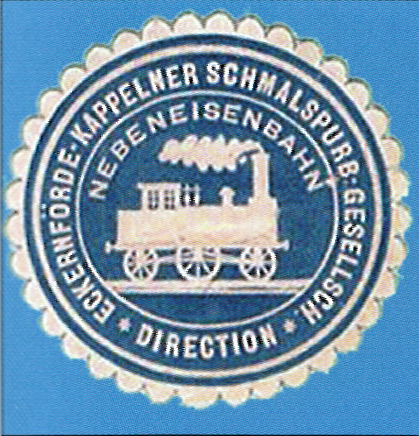
Siegelmarke der Eckernförde-Kappelner Schmalspurbahn-Gesellschaft

### Eckernförde-Kappelner Schmalspurbahn-Gesellschaft
Knapp die Hälfte des notwendigen Kapitals der Aktiengesellschaft brachten Großgrundbesitzer aus Schwansen auf, den Rest teilten sich der Kreis Eckernförde, die Städte Eckernförde und Kappeln sowie einzelne tangierte Landgemeinden Schwansens. Georg Soenderop hatte 1887 den Auftrag zum Bau der Strecke erhalten.

### Bahnstrecke Eckernförde–Kappeln
Die erste Strecke wurde am 26. Januar 1889 von der „Eckernförde-Kappelner Schmalspurbahn-Gesellschaft“ zwischen Eckernförde und Ellenberg am rechten Schleiufer gegenüber von Kappeln eröffnet.
Zwar konnten ab dem 25. Dezember 1889 Güterwagen mittels einer Pontonbrücke die Schlei überqueren. Lokomotivbespannte Züge durften erst nach Bau einer Drehbrücke ab dem 15. März 1927 bis zum Bahnhof Kappeln fahren, der gemeinsam mit der Flensburger Kreisbahn benutzt wurde. Die Strecke war 29 km lang und durchzog von der Kreisstadt in nordöstlicher Richtung die Landschaft Schwansen zwischen Schlei und Eckernförder Bucht.
Das Gut Grünholz, das im Besitz der Familie Schleswig-Holstein-Sonderburg-Glücksburg ist, erhielt einen eigenen Bahnanschluss. Für die herzogliche Familie wurde mit deren finanzieller Unterstützung ein Salonwagen beschafft.
Am 1. April 1903 übernahm der Kreis Eckernförde die Bahn, nachdem zuvor eine Umkonzessionierung von einer Nebenbahn zur Kleinbahn erfolgt war, und löste die Gesellschaft auf.
Im Sommer 1958 endete zwischen dem 31. Mai (letzter Zug bis Kappeln) und dem 10. September (letzter Zug bis Loose) der Verkehr auf der älteren Strecke. Bis zum 22. Februar 1959 fand noch ein Restbetrieb statt.

#### Bahnhof Vogelsang-Grünholz

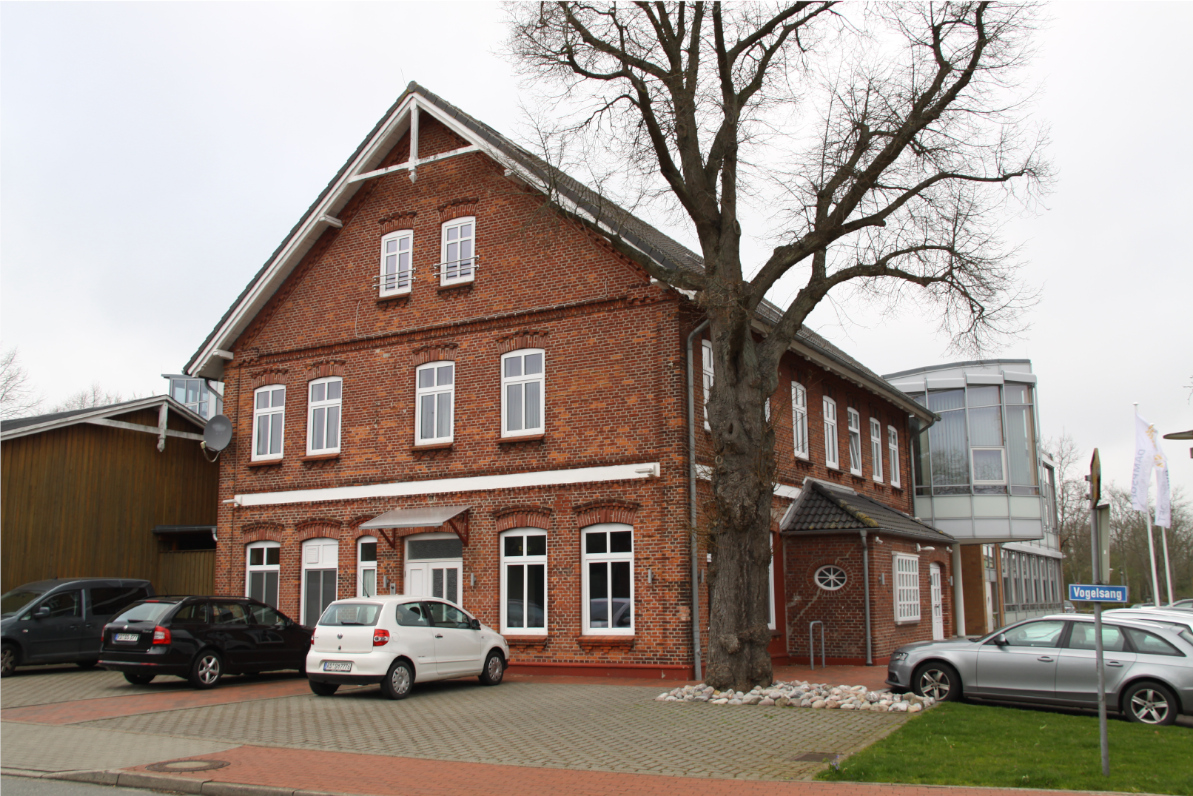
Ehemaliger Bahnhof Vogelsang-Grünholz

Der Bahnhof Vogelsang-Grünholz erhielt neben den damals üblichen Warteräumen der II. und III. Klasse zwei weitere Aufenthaltsräume als Fürstenzimmer (sog. „Fürstenbahnhof“). Einer davon stand der herzoglichen Familie von Schleswig-Holstein-Sonderburg-Glücksburg zur Verfügung, der andere war noch komfortabler ausgestattet und diente der Kaiserin Auguste Viktoria, die aus dem vorgenannten Herzoghaus stammte. Der Raum stand ihr bei Verwandtschaftsbesuchen zur alleinigen Nutzung zur Verfügung.

### Bahnstrecke Eckernförde–Owschlag

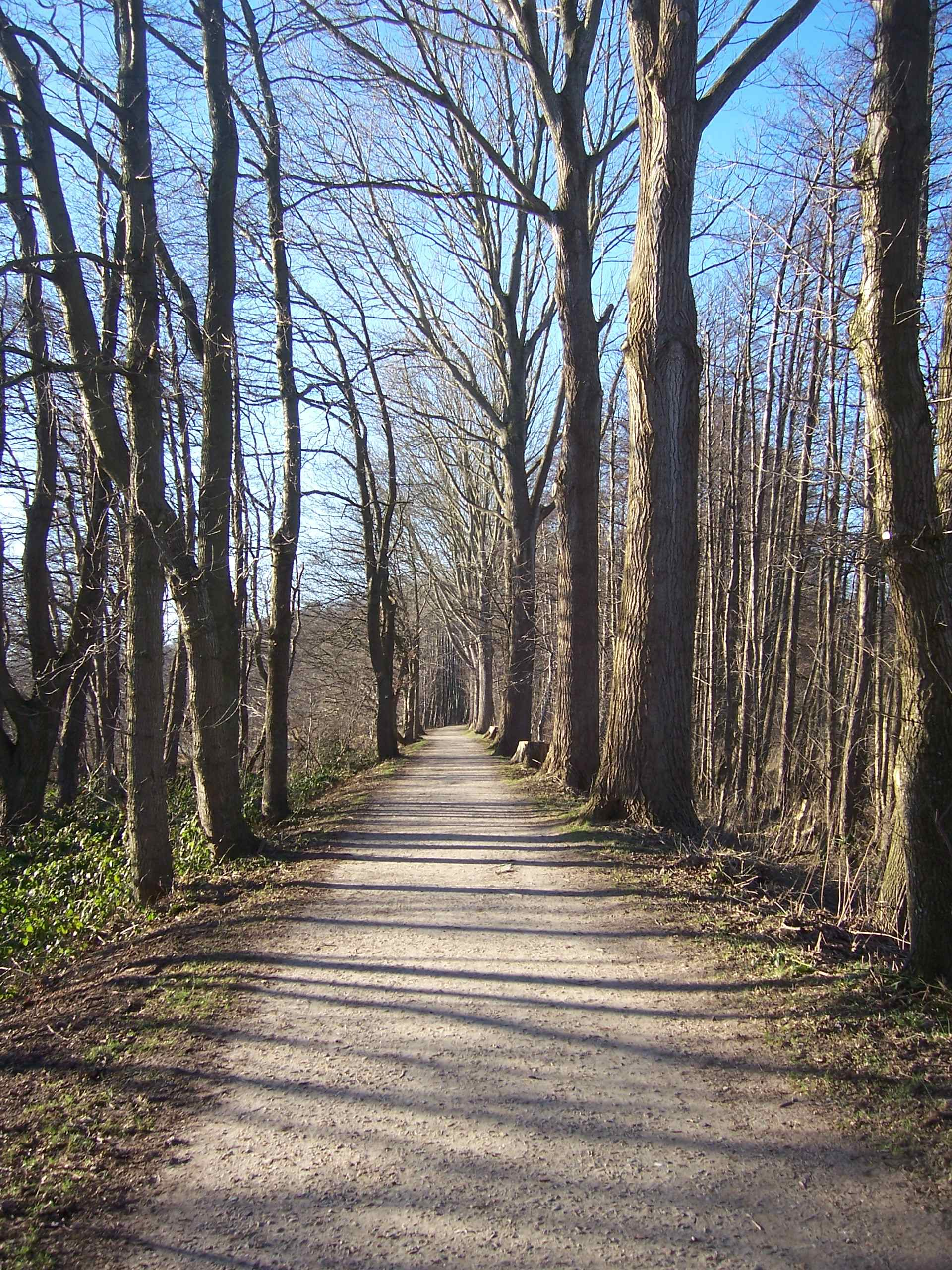
Noorwanderweg auf der ehemaligen Kleinbahntrasse in Schnaap

Der Kreis Eckernförde eröffnete am 30. Oktober 1904 eine zweite Strecke ebenfalls in Meterspur. Sie führte in westlicher Richtung von Eckernförde durch die Hüttener Berge zur Hauptbahn Flensburg–Neumünster, die sie nach 25 km Fahrt an der Station Owschlag erreichte. Sie war – im Gegensatz zur älteren Bahn – als Kleinbahn konzessioniert und hatte – trotz gemeinsamer Betriebsleitung – eine getrennte Geschäftsführung.
Die Personenzüge beider Strecken verkehrten in Eckernförde über den Kreisbahnhof (anfangs „Schwansener Bahnhof“ und „Kappelner Bahnhof“ genannt) hinaus zum einen halben Kilometer entfernten Eckernförder Staatsbahnhof (zeitweilig „Reichsbahnhof“, ab 1945 kurzzeitig: „Hauptbahnhof“), wo die Züge separate Gleise nördlich des Empfangsgebäudes (heute ein Parkplatz) befuhren. Zeitweise endeten die Gleise östlich des Bahnhofsgebäudes (die der Strecke Kiel–Flensburg liegen westlich davon). In der Anfangszeit könnten die Eckernförder Kreisbahnen ein eigenes Empfangsgebäude im Bereich des Staatsbahnhofes am Ende ihrer Schienen besessen haben. Eine einfache Fahrkarte zwischen den beiden Eckernförder Bahnhöfen kostete 1897 20 Pfennig in der 2. Klasse und 10 Pfennig in der 3. Klasse, die Rückfahrbillets hatten den Preis von 30 bzw. 20 Pfennig.
Für das Schotterwerk in Brekendorf und die Holzabfuhr aus den Hüttener Bergen wurde 1907 auf der Strecke der Rollbockverkehr eingeführt, so dass auf die Güterumladung in Owschlag verzichtet werden konnte.
Die beiden Bahnen konnten in der Zeit nach dem Zweiten Weltkrieg in der dünn besiedelten, ausschließlich landwirtschaftlich geprägten Gegend nicht mehr wirtschaftlich betrieben werden und wurden relativ früh stillgelegt. Dies betraf die Strecke nach Owschlag im Sommer 1954 zwischen dem 20. April und dem 30. September; kurzzeitige Endstation war Brekendorf.

### Eckernförder Hafenbahn

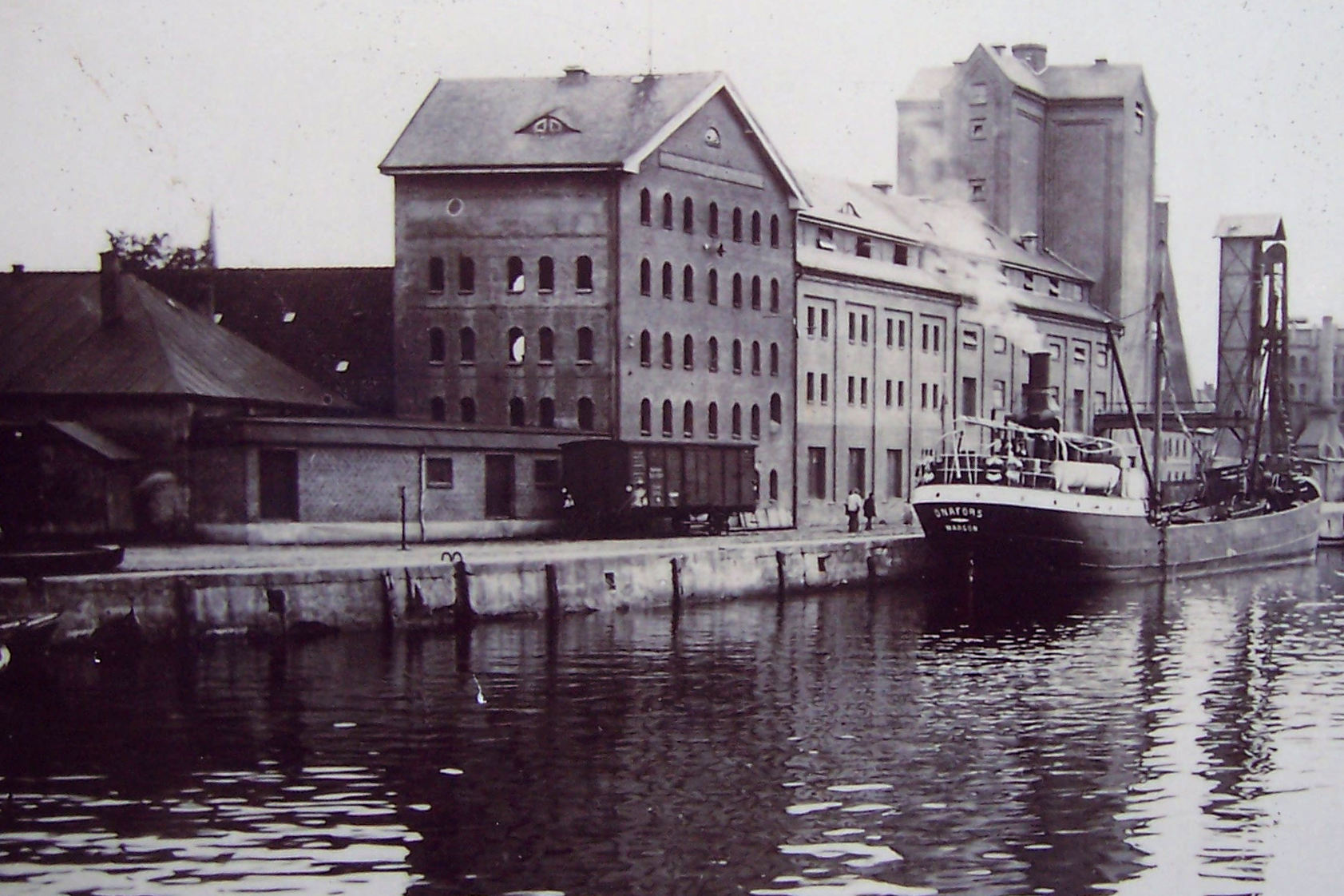
Hafen Eckernförde etwa 1920

Die den Eckernförder Kreisbahnen gehörende Eckernförder Hafenbahn wurde ab 27. Mai 1905 betrieben und besaß bis Mitte der 1970er Jahre Dreischienengleise für sowohl den schmalspurigen als auch normalspurigen Verkehr im Hafengebiet. Danach waren ausschließlich Normalspurgleise vorhanden. Nach Stilllegung der Kreisbahnstrecken wurde die Hafenbahn am 2. Januar 1959 an die Stadt Eckernförde verkauft und am 22. Februar 1959 übergeben. Die Bedienung erfolgte durch die Deutsche Bundesbahn. Diese Strecke diente bis auf wenige Ausnahmen (letzter Personenverkehr im Rahmen einer mehrtägigen Veranstaltung mit einem Straßenbahnwagen in den 1980er Jahren) nur dem Güterverkehr. 1982 wurde sie stillgelegt.

## Beförderungsleistungen
Im Zeitraum zwischen 1930 und 1954 wurden im Personenverkehr
- auf der Strecke Eckernförde–Kappeln im Jahr 1944 die meisten Fahrkarten verkauft (rund 400.000), gefolgt vom Jahr 1948 (rund 340.000);
- auf der Strecke Eckernförde–Owschlag im Jahr 1947 die meisten Fahrkarten verkauft (etwa 275.000), gefolgt vom Jahr 1943 (rund 220.000);
- im ab 1949 aufgebauten Linienverkehr der Eckernförder Kreisbahnen mit Omnibussen 1951 die meisten Fahrkarten verkauft (etwa 140.000).

Im Güterverkehr war im Unterschied zum Personenverkehr die Owschlager Strecke bis 1948 erfolgreicher als die Kappelner Strecke. Das Maximum lag auf der Bahnstrecke nach Owschlag zwischen 1930 und 1954 bei etwa 90.000 Tonnen (1935), gefolgt von rund 75.000 Tonnen (1940). Auf der Strecke nach Kappeln wurden in diesem Zeitraum maximal rund 52.000 Tonnen transportiert (1942, 1943 und 1950).

## Reste der Bahnstrecken
Etliche der alten Bahnhofsgebäude beider Strecken, wie die Empfangsgebäude in Ascheffel und Loose, sind erhalten geblieben; einige davon sind Wohnhäuser, andere beherbergen gastronomische Betriebe.

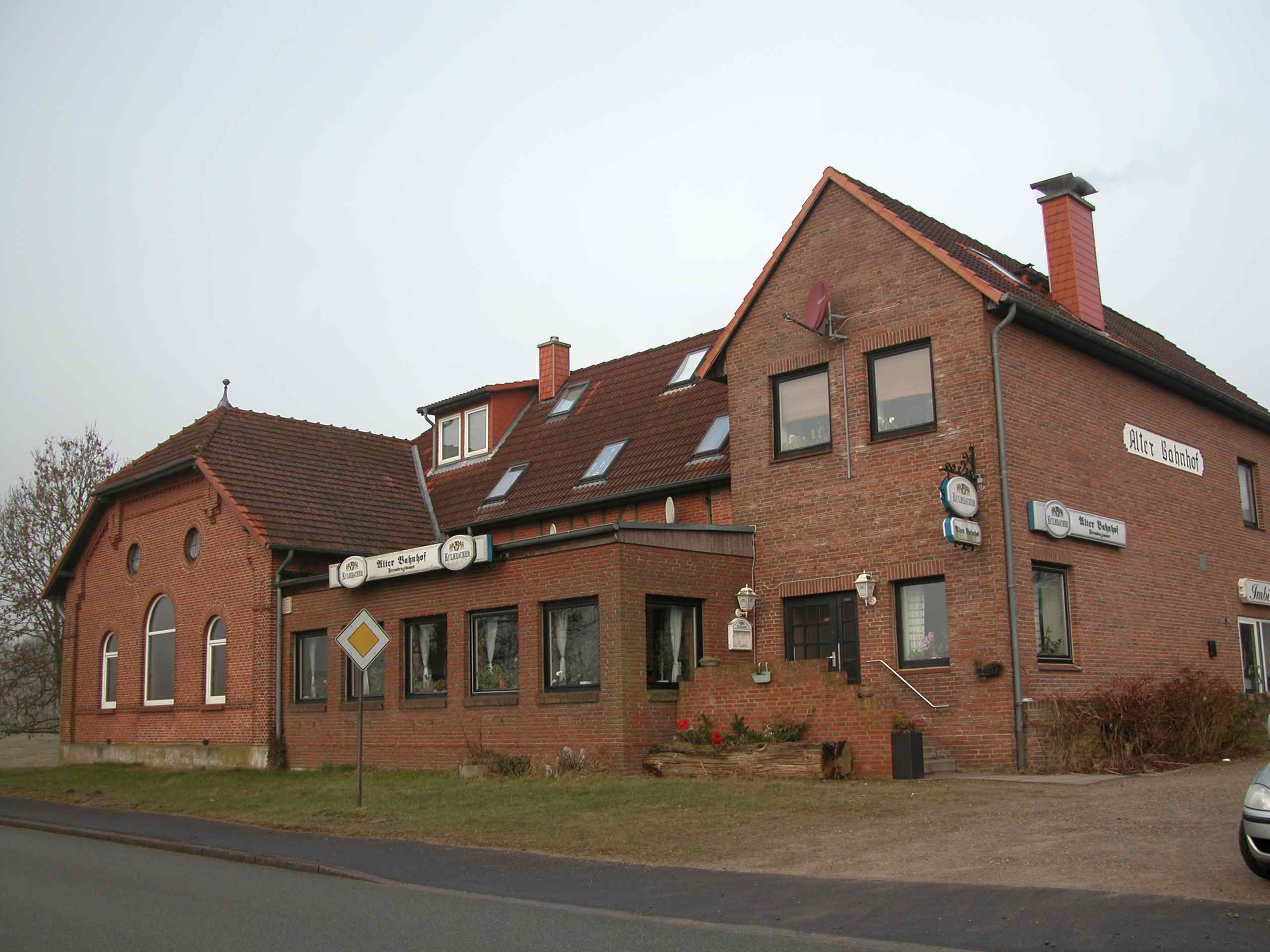
Ehemaliges Bahnhofsgebäude in Ascheffel
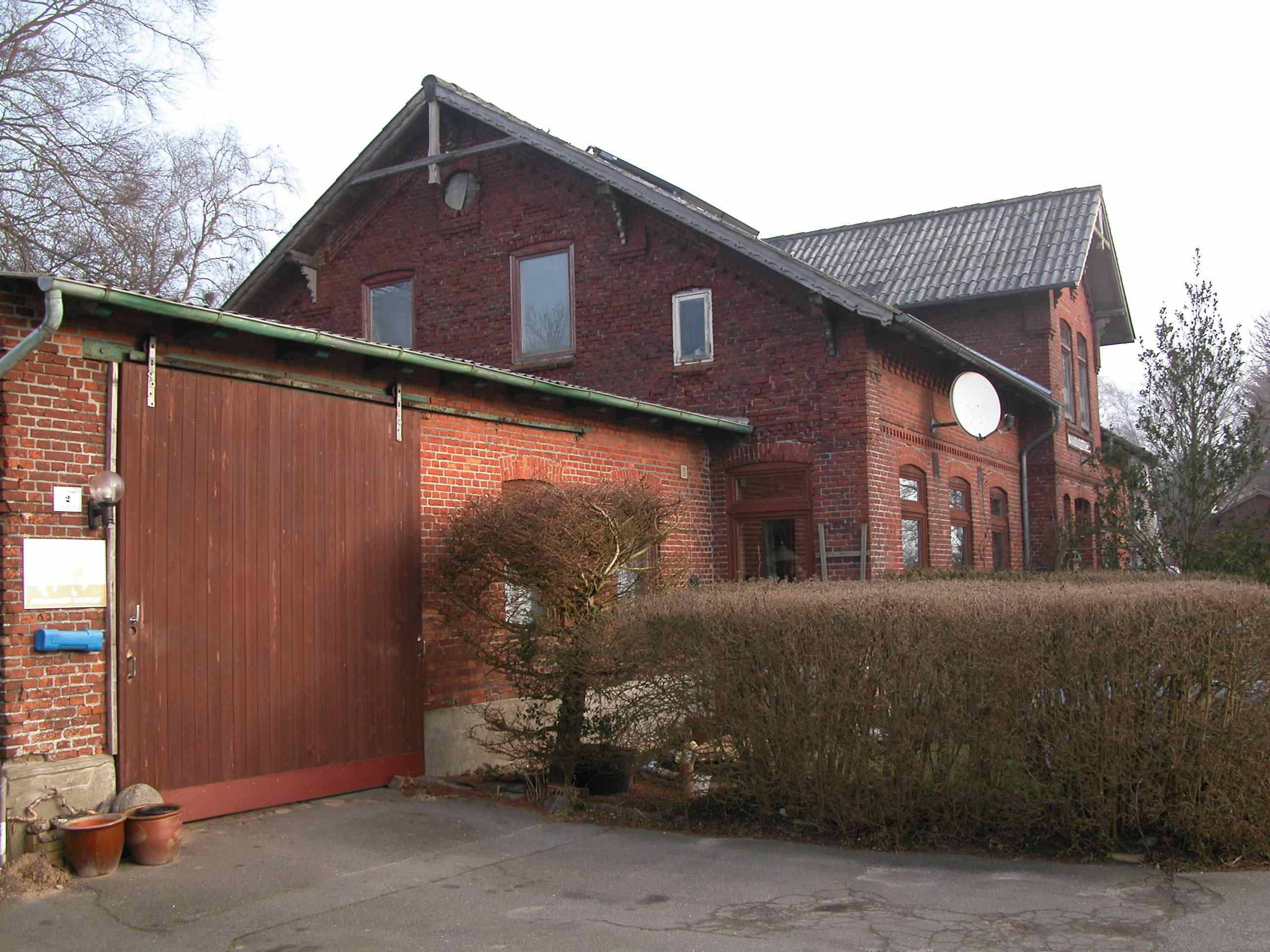
Ehemaliger Bahnhof Hütten-Damendorf
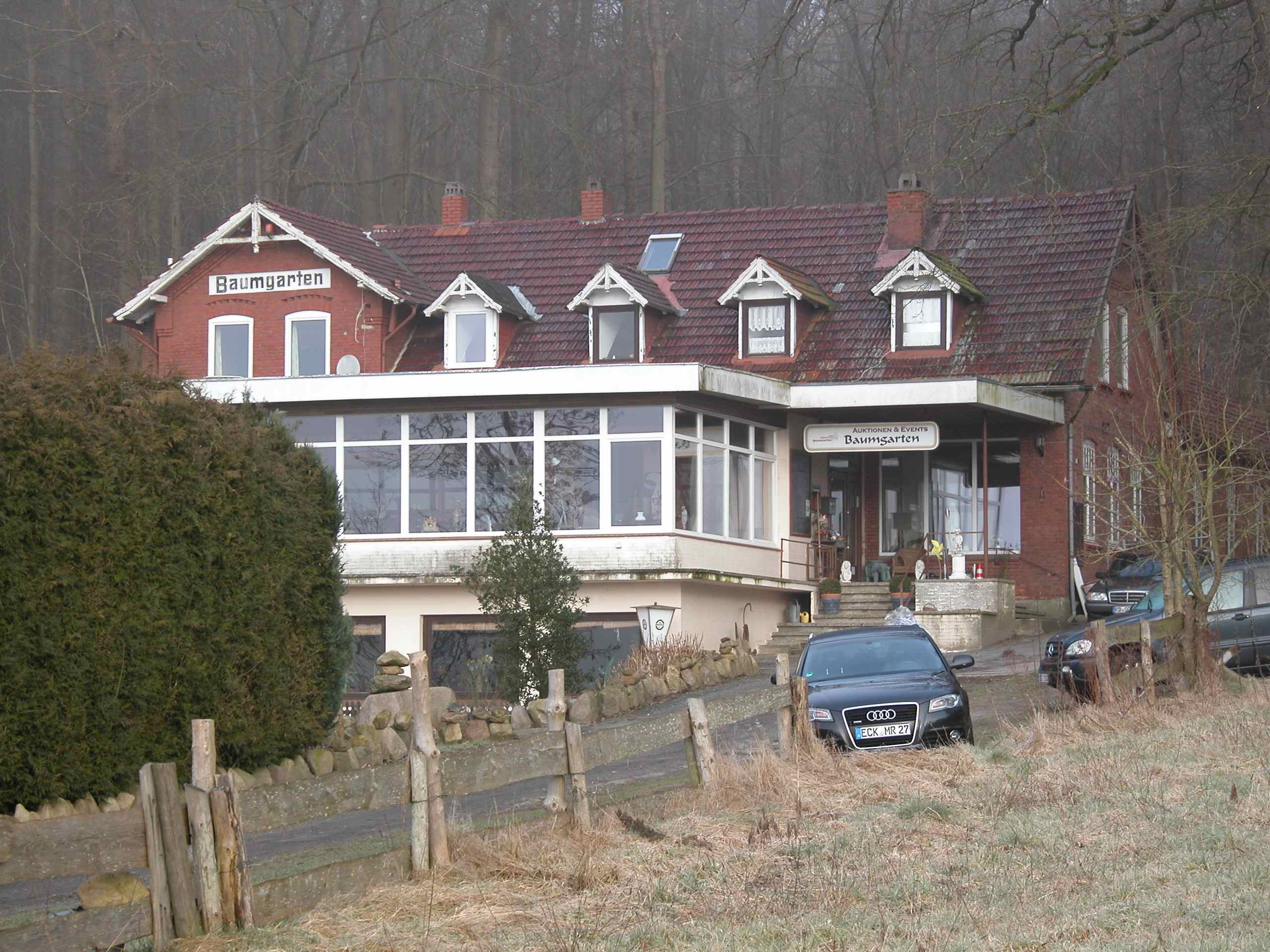
Ehemaliges Gasthaus Baumgarten mit Teilfunktionen eines Bahnhofs
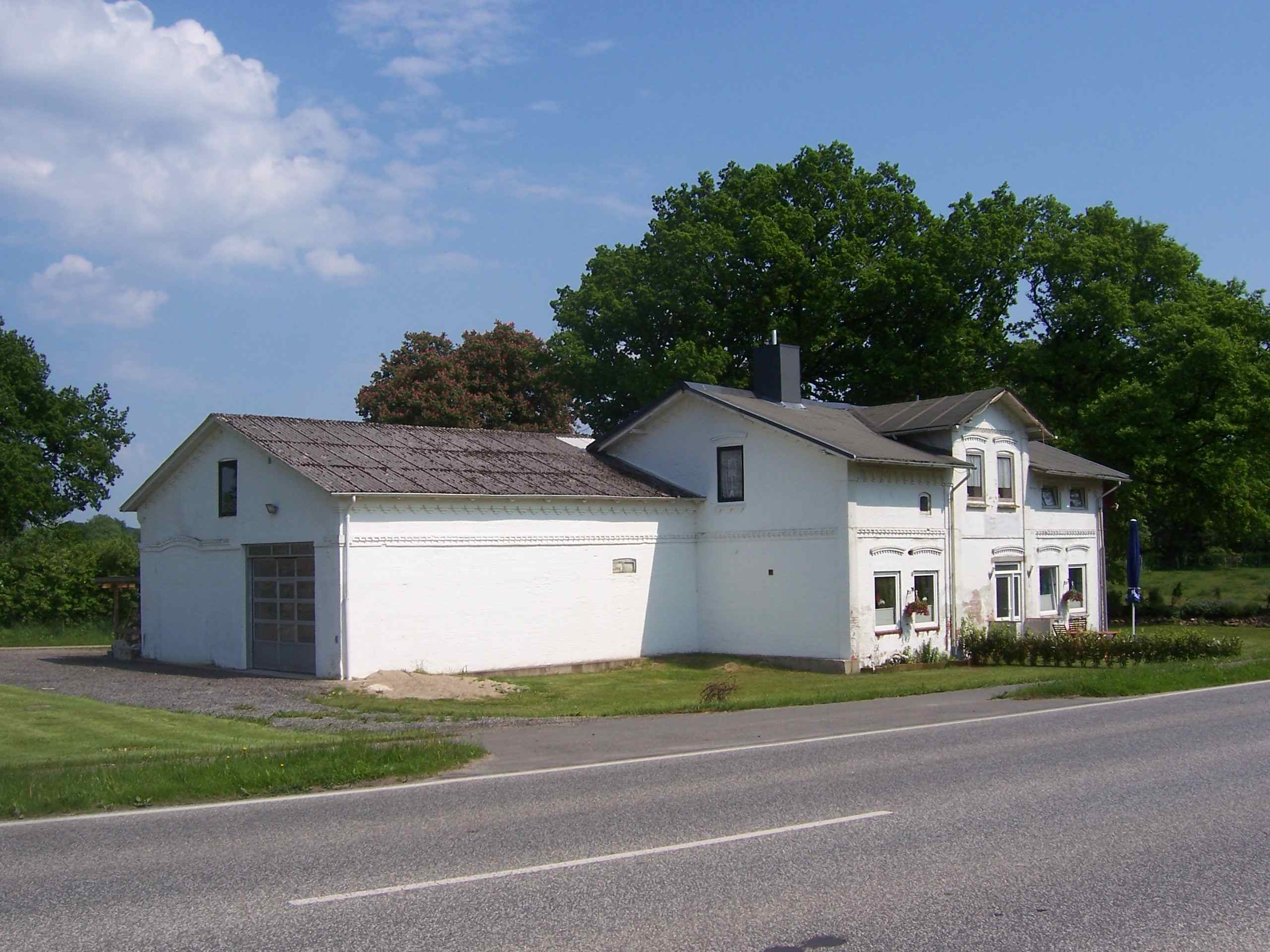
Ehemaliger Bahnhof Moorbrücke

## Fahrzeuge
Schon früh setzten die Eckernförder Kreisbahnen auf den Einsatz von Triebwagen. 1929 wurden zwei Einrichtungstriebwagen T1 und T2 beschafft. Sie wurden 1953 ausgemustert. 1950 wurden drei Triebwagen des Typs Schleswig der Waggonfabrik Talbot beschafft und als T3 bis T5 bezeichnet. Sie wurden nach Einstellung des Betriebes 1958 verkauft. Der ehemalige T4 ist bei der Märkischen Museums-Eisenbahn erhalten.
Erhaltene Fahrzeuge
| Betriebsnr.                             | Baujahr | Hersteller / Fabriknummer | Heutiger Eigentümer             | Heutiger Standort     | ehemalige Eigentümer                                                                                 | Zustand                   |
| --------------------------------------- | ------- | ------------------------- | ------------------------------- | --------------------- | --- | ------------------------- |
| Dampflokomotive 5                       | 1904    | Orenstein & Koppel 1283   | Museu Ferroviário de João Neiva | João Neiva, Brasilien | Kreis Eckernförde (für Kleinbahn Eckernförde – Owschlag)                                             | Ausstellungsstück         |
| Triebwagen T 4                          | 1950    | Talbot 94431              | Märkische Museums-Eisenbahn     | Hüinghausen           | Eckernförder Kreisbahnen, AG Reederei Norden-Frisia T1                                               | 2023 in Hauptuntersuchung |
| vierachsiger offener Güterwagen Nr. 106 | 1927    | L. Steinfurt              | Deutscher Eisenbahn-Verein      | Bruchhausen-Vilsen    | Flensburger Kreisbahn (Nummerngruppe 310–313), Eckernförder Kreisbahn Nr. 106, Inselbahn Langeoog 24 | Museumsfahrzeug           |